# 伊凡斯維爾大學
伊凡斯维尔大学（University of Evansville）簡稱UE，是一所位在印第安纳州伊凡斯维尔的小型私立大学，学生約有2500人。學校成立於1854年，當時的名稱是莫尔斯山书院（Moores Hill College），伊凡斯维尔大学有文科和理科学位，隶属于联合卫理公会。
伊凡斯維爾大學在英格兰格兰瑟姆有一個學院，稱為Harlaxton学院。Harlaxton学院被誉为“伊凡斯维尔大学的校园英国”，由於Harlaxton学院的影響，80％以上的伊凡斯維爾大學学生會出国留学，前往Harlaxton学院或參加近200個海外学习计划。伊凡斯維爾大學的戏剧系是全美国知名的系所，其校友经常在电视和电影中擔任主角。伊凡斯維爾大學也是The Formalist及其後續期刊 Measure的發源地，在新形式主义诗領域有領導地位。伊凡斯维尔的大学出版社出版了正式的诗歌专书、总集，包括每年理查德·威尔伯奖的获奖作品。伊凡斯維爾大學的工程学院和护理/医学预科课程也相當出名。其Schroeder Family School of Business在西部高校之间以其深度和多样性聞名。
伊凡斯維爾大學的运动队参加NCAA的第一級別，称为Evansville Purple Aces，伊凡斯維爾大學屬於密苏里山谷联盟。學校有超過155个学生组织和活跃的希腊社团。

## 历史

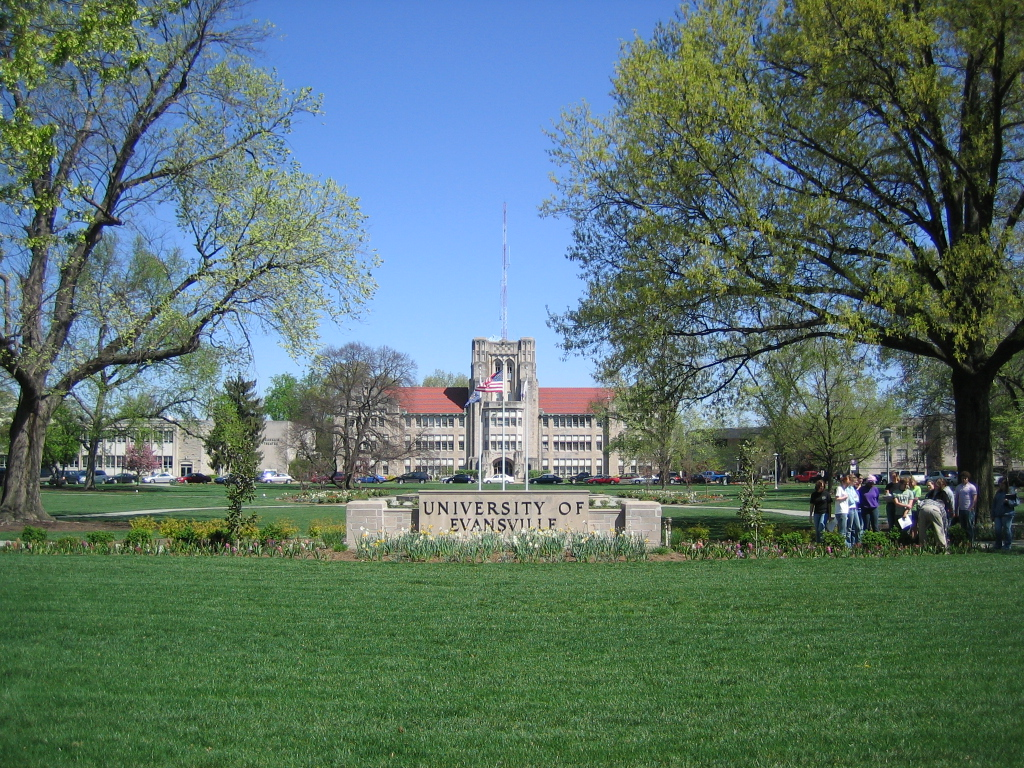
2005年春天的Front Oval照片

伊凡斯维尔大学创建于1854年，最初莫尔山男女大学学院是由约翰·摩尔在印第安纳州东南部小镇莫尔山创立。第一个大学建筑在穆尔斯山，摩尔大厅，完成于1856年12月1日。该机构在其在摩尔斯山期间财政非常挣扎，加之一场大火烧毁穆尔厅。于1915年该机构继续在其第二个建筑，卡内基音乐厅进行办公，直到迁至到伊凡斯維爾。在摩尔斯山原校区继续经营为一体的小学和中学。卡内基音乐厅是保持现在作为博物馆。
在1917年3月21日，乔治·S·克利福德在卫理公会教堂的印第安纳大会特别会议做了介绍。他建大学议迁址到伊凡斯维尔，印第安纳州。经过讨论后，学校搬迁到伊凡斯維爾。在1919年，并更名为伊凡斯維爾学院。
在此期间从二战到1960年，伊凡斯維爾学院显著增长。克利福德纪念图书馆建成于1957年五宿舍是1958年至1967年建成，以及一个健身中心，餐厅和一个艺术楼。 1967年，由于该机构的成长和组织的变化，更名为伊凡斯維爾大學，印第安纳州大会的批准。同样在1967年，一个新剧院的建筑，海德厅，住房尚克林剧院结束了。
2010年，埃文斯维尔大学完成年初其捐赠活动，以提高80000000美元已经提出了一个6000万美元5年以前到新的活动后。在2010年4月9日，董事会选择的托马斯·Kazee，前执行副总裁兼教务长在弗曼大学，作为埃文斯维尔的第23任大学校长。前任总裁Stephen G.詹宁斯开始退休，2010年5月Kazee承担校长职责于2010年6月1日。

## 学术
美国新闻与世界评定伊凡斯維爾大學在中西部地区在其年度的“美国最佳大学”的排名前10。福布斯杂志还把伊凡斯維爾大學列入他们的“最佳大学”名单。 
伊凡斯維爾大學的学业被分为三个学院和两所学校：
艺术与科学学院包含这些部门：考古与艺术史，艺术，生物，化学，通信，英语，外语，历史，地理，法律，政治与社会，数学，音乐，哲学和宗教，物理，心理学，和剧院
教育与健康科学学院
包含教育学院
包含这些部门：运动与体育学，护理与健康科学和物理治疗
工程与计算机科学学院包含了电气工程与计算机科学系和机械与土木工程系
工商管理施罗德家庭学校包含会计和商业管理系

### Harlaxton学院
除了在伊凡斯維爾的学习，大学的学生可以选择出国留学在英国的Harlaxton学院，“伊凡斯維爾大學的校园英国”。学院成立之前由斯坦福大学负责，其后交由伊凡斯維爾大學负责。学院位于伦敦以北大约90英里林肯郡，距离格兰瑟姆10英里以内，英格兰（家艾萨克·牛顿爵士和撒切尔夫人和托马斯·潘恩的）镇。伊凡斯維爾大學的留学项目一直被评为最佳研究在全国海外项目之一。在2015年，该海外学习计划是在美国排名第一状态。

### 戏剧系
伊凡斯維爾大學一直保持自身著名的戏剧节目 - 这有四个主要工作室和一年两工作室制作 - 最精彩的节目在国家之一。东方大学的学生已被邀请在肯尼迪中心更经常地执行比全国任何其他学校，并自1968年成立以来，海外办事处参与了肯尼迪中心的美国大学戏剧节节目。该校学生也多次获得由百老汇剧院和其他戏剧理事机构的最高奖项。 UE的校友经常出演电视和电影角色。在成功和知名校友有：罗恩玻璃，杰克McBrayer，克里斯塔那根，嘉莉普雷斯顿，凯利Giddish，拉米马利克和Dierdre洛夫乔伊。 

### 资质认证
自1970年以来的认证,机电工程已经通过连续ABET（评审委员会工程与技术）以及土木工程和计算机工程计划自1997年以来工商管理学院由协会认可推进商学院，并提供了多种专业课程会计，经济，金融，全球业务，管理或营销。在运动科学主要是由运动医学的美国大学（ACSM）以及国力和空调协会（NSCA）的认可。护理的Dunigan家庭部由护理的印第安那州委员会和评审委员会教育护理认可，公司UE护理提供在英国和中国的直接进入和出国留学的经历。

## 伊凡斯維爾大學-紫王牌
伊凡斯維爾大學的运动队有绰号紫王牌（原为“先锋”）。

## 校园
大学校园的特点是其草地的开放空间和树木覆盖。该大学景观良好的维护，许多学生参加了宽敞的草坪和大型绿树掩映的优势。校园界由Lloyd高速公路，由林肯大道以南，由西大道Rotherwood以北，由韦恩巴赫大道以东。核桃街平分校园。一百五十周年纪念椭圆形，礼仪入口校园，开过林肯大道。椭圆形被评为2004年在纪念大学的150周年。企业的施罗德家庭学校，麦柯迪校友纪念联盟，桑普森厅/曼卫生服务中心，海德馆，奥姆斯特德管理厅，克利福德纪念图书馆和科赫（发音库克）中心科学与工程（原件和后来的其他所有部门科学/工程建筑物）环绕一百五十周年纪念体育场。大部分建筑都遵循一个古老的石灰岩主题和装修一般模拟建筑物的其他部分。

## 成就
在2008-2009学术学年，伊凡斯維爾大學是的混凝土独木舟比赛常年的赢家。获胜的独木舟，命名Sauske，将竞争在阿拉巴马州的全国比赛。该校的土木工程专业也在全国有着较高的荣誉。自2004年以来，UE的ASCE社团一直在增加，队伍也在稳步增长，近年来也开始与著名的工科学校就像普渡大学和威斯康星大学麦迪逊分校的竞争。

## 著名的校友
校友包括众多演艺突出，体育明星，和其他人。其中有马特·威廉姆斯，制片Cosby展示，家居装修，和罗珊娜和作家;杰克McBrayer，演员在30岩石，杰里·斯隆，NBA球员和名人堂主教练和戴维·韦尔，苏格兰国际足球运动员。乔蒂诺美国武术名人堂，President`s义工服务奖和荣誉的埃利斯岛荣誉奖章。

## 外部連結
- Official website （页面存档备份，存于）
- Official athletics website （页面存档备份，存于）
- Campus map
- Harlaxton College British campus
- Delta Omega Zeta

37°58′18″N 87°31′54″W / 37.971631°N 87.531552°W